# Uzajr
Uzajr (arab. عزير; hebr. עוזייר) – arabsko-beduińska wieś położona w Samorządzie Regionu Al-Batuf, w Dystrykcie Północnym, w Izraelu.

## Położenie
Wieś jest położona na południowym skraju intensywnie użytkowanej rolniczo doliny Bet Netofa w Dolnej Galilei. Leży na wysokości 181 m n.p.m. na północno-zachodnim zboczu góry Har Turan (548 m n.p.m.). W jej otoczeniu znajdują się miasteczka Bu’ejne Nudżejdat, Kefar Maneda i Arraba, kibuc Bet Rimmon, oraz wieś Rummana.

## Demografia
Uzajr jest zamieszkała przez Beduinów i Arabów:

## Historia
Wieś została założona pod koniec XIX wieku przez członków arabskiego plemienia al-Heib, do których później dołączyli mieszkańcy pobliskich miast oraz Beduini. Pod koniec XIX wieku francuski podróżnik Victor Guérin opisał ją jako niewielkie muzułmańskie sanktuarium. Nazwa pochodzi od muzułmańskiego proroka Uzajra, który mieszkał we wsi.

## Polityka
We wsi znajduje się siedziba władz administracyjnych Samorządu Regionu Al-Batuf.

## Edukacja i religia
We wsi jest szkoła podstawowa i szkoła średnia Batuf. Wieś ma dwa meczety.

## Gospodarka
Gospodarka wsi opiera się na rolnictwie. Wielu mieszkańców pracuje poza wsią.

## Infrastruktura
We wsi jest przychodnia zdrowia i sklep wielobranżowy.

## Transport
Przez wsią przechodzi lokalna droga, którą jadąc na zachód dojeżdża się do wsi Rummana, lub jadąc na północny wschód dojeżdża się do miasteczka Bu’ejne Nudżejdat.